# DeShaun Thomas
DeShaun Thomas, né le 29 août 1991 à Fort Wayne dans l'Indiana, est un joueur américain de basket-ball. Il évolue au poste d'ailier fort.

## Carrière
En 2010, Thomas rejoint le club universitaire des Buckeyes d'Ohio State où il joue avec David Lighty et Jared Sullinger. Les Buckeyes remportent le tournoi régional est NCAA 2012 et Thomas est nommé dans la meilleure équipe du tournoi. Au Final Four 2012, les Buckeyes sont battus par les Jayhawks du Kansas de Thomas Robinson et Tyshawn Taylor.
Marqueur prolifique, il est nommé dans l'équipe-type de la conférence Big Ten (All-Big Ten Conference First Team) lors de la saison 2012-2013. Il choisit de se présenter à la draft 2013 de la NBA après 3 ans de cursus et est drafté en 58e position par les Spurs de San Antonio. En 3 ans aux Buckeyes, il devient le 9e meilleur marqueur de l'équipe universitaire.
En août 2013, il rejoint la JSF Nanterre.
En août 2014, il rejoint le FC Barcelone pour un contrat d'un an.
En septembre 2015, il signe un pré-contrat avec les Spurs de San Antonio qui l'avaient drafté 2 ans auparavant. À l'issue de la pré-saison, DeShaun Thomas est placé aux Spurs d'Austin en D-League par la franchise de San Antonio.
En juillet 2016, Thomas rejoint l'Anadolu Efes, club de première division turque. 
Le 17 juillet 2017, il s'engage pour deux ans avec le club israélien du Maccabi Tel-Aviv.
En juillet 2018, Thomas quitte le Maccabi et rejoint le Panathinaïkos, club grec, avec lequel il signe un contrat d'un an.
Au mois d'août 2020, il s'engage pour une saison avec l'Alvark Tokyo en B.League.
En août 2021, Thomas rejoint le Bayern Munich, club de première division allemande évoluant en Euroligue.
En janvier 2024, Thomas quitte la Joventut Badalona s'engage avec l'ASVEL Lyon-Villeurbanne, en première division française, jusqu'à la fin de la saison.